# パブロ・デ・サンティス
パブロ・デ・サンティス（Pablo De Santis、1963年 - ）は、アルゼンチンの小説家、児童文学作家、推理作家。ブエノスアイレス生まれ。
両親の影響で、幼少時代からアルフレッド・ヒッチコックやダリオ・アルジェントなどのサスペンス映画に親しみ、コナン・ドイル、アガサ・クリスティ、エドガー・アラン・ポーなどの小説に傾倒した。
国立ブエノスアイレス大学で文学を学んだのち、新聞記者、脚本家、編集者として活躍。また小説家として児童書や一般向けの小説を10数冊刊行していたが、2007年の『世界名探偵倶楽部』（El enigma de París）で改めて脚光を浴びた。この作品は、パリ万国博覧会が行われていた19世紀末のパリを舞台に、世界の名探偵12名（日本人探偵サカワを含む）が謎の転落死に始まる事件の謎の解明を競い合うという本格ミステリ作品で、中南米のスペイン語文学を世界に普及させるために創設されたプラネタ・カサメリカ賞（Premio Planeta-Casa de América）の第1回の受賞作となった。

## 日本語訳作品
- 世界名探偵倶楽部 （訳：宮﨑真紀、2009年10月、早川書房 ハヤカワ・ミステリ文庫、ISBN 9784151784514）（El enigma de París (2007)）

## 主な著作
アルゼンチンで刊行、スペイン語。

### 小説
- El teatro de la memoria (2000) (es)
- El enigma de París (2007) （世界名探偵倶楽部）

### 児童文学
- El inventor de juegos (2003) (es)